# María de Jesús López de Rivas
María de Jesús López de Rivas (mais conhecida como Beata Maria de Jesus) foi uma monja carmelita descalça espanhola.

## História
Órfã de pai aos 4 anos de idade, e de mãe, aos 8, recebeu uma ótima educação humana e religiosa por parte dos avós paternos e de um tio. Aos 17 anos, em 1577, entrou no mosteiro das carmelitas descalças de Toledo, fundado por Santa Teresa. Foi mestra de noviças e prioresa do mosteiro. Viveu seus 63 anos de vida religiosa em oração e penitência.